# Madonna dell'Umiltà (Fra Angelico)
Pour les articles homonymes, voir Madonna dell'Umiltà.
La Madonna dell'Umiltà (Vierge de l'humilité) est un tableau du peintre florentin Fra Angelico peint dans la pleine maturité de l'artiste entre 1433 et 1435, et exposé actuellement au musée national d'Art de Catalogne à Barcelone, cédé sous forme de dépôt par le musée Thyssen-Bornemisza, qui a son siège à Madrid. Ce tableau faisait partie auparavant de la collection du roi Léopold Ier de Belgique et ensuite d'une collection particulière à New York,.
Dans cette œuvre, la Vierge Marie apparaît assise sur un coussin, tenant l'Enfant, debout. La Vierge est vêtue  d'une tunique rouge recouverte d'un manteau bleu avec des bordures dorées. Sa tête est entourée d'une auréole avec l'inscription suivante : « AVE MARIA GRATIA PLENA ». La main droite tient une jarre avec une rose et un lys. La main gauche maintient l'Enfant avec tendresse et délicatesse.
L'Enfant est vêtu d'une tunique rose avec une ceinture bleu clair. Sa tête repose sur la joue de la Vierge et est également entourée d'une auréole crucifère. Il tend à sa mère un lys, symbole de la pureté. Trois anges soutiennent une tenture en brocart or et noir, formant une espèce de baldaquin. Deux autres anges sont assis aux pieds de la Vierge et de l'Enfant et jouent d'instruments de musique. Celui de gauche joue sur un orgue positif, et l'autre joue du luth.
Fra Angelico utilise la dorure à profusion dans cette œuvre, pour lui donner un caractère divin. Il nous montre une Vierge jeune et innocente. Son visage conserve toutefois un certain hiératisme propre à la tradition médiévale. Les représentations de Vierges à l'Enfant sont devenues très fréquentes à partir du XIIIe siècle et se sont poursuivies jusqu'à aujourd'hui.

## Sources
- (es) Cet article est partiellement ou en totalité issu de l’article de Wikipédia en espagnol intitulé « Virgen de la Humildad (Fra Angélico) » (voir la liste des auteurs).